# Верховный суд Греции
Верховный суд Греции (греч. Άρειος Πάγος, Ареопаг, буквально холм Ареса) — верховный суд Греческой Республики, разбирающий гражданские и уголовные (но не административные, см. Государственный совет Греции) дела, чьи решения не подлежат обжалованию в системе судопроизводства Греции, но могут быть обжалованы в ЕСПЧ. Верховный суд может принимать апелляции на решения судов Греции более низшей инстанции, рассматривать их и выносить решения. В состав суда входят Председатель суда и генеральный прокурор, 10 заместителей председателя, 55 членов суда («ареопагитов») и 14 заместителей генерального прокурора. Все они обладают личной неприкосновенностью и избираются пожизненно, но должны уйти в отставку по достижении возраста 67 лет (статья 87, пункт 1 и статья 88, пункты 1 и 5 Конституции Греции).

## История
Ареопаг как предшественник современного Верховного суда был образован в XVI веке до нашей эры афинским царём Тесеем и царём Аттики Кекропсом. Суд собирался на скалистом холме Ареса, в честь чего и получил своё название. В 462 году до н.э. значительная часть судебной и административной власти была распределена между судом присяжных, гелиэей, и народным собранием, экклесией. Такая структура сохранялась в греческих полисах до римского завоевания.
16 октября 1834 года был образован Ареопаг как Верховный суд Греции по указу греческого короля. Окончательное решение о наименовании было сделано в пользу старинного предшественника, а не в пользу традиционного наименования в других государствах (Кассационный суд). Первые назначения состоялись 13 января 1835 года по королевскому указу, первым председателем суда стал Христодулос Клонарис, присяжный из города Нафплион и министр юстиции в правительстве Иоанна Каподистрии. Первым генеральным прокурором был назначен Андроникос Паэкос, председатель временного суда города Миссолонги. Среди известных ареопагитов были Анастасиос Полизоидис (ранее председатель временного суда Нафплиона) и судья Георгиос Терцетис, который выносил приговор Теодоросу Колокотронису.
30 апреля 1835 года состоялось рассмотрение первого дела (1/1835), решение принято 1 мая. В настоящий момент зданием Веровного суда служит дом Леофороса Александраса, который был построен архитектором Ясоном Ризосом и открыт 23 февраля 1981 года.

## Список председателей[2]
- Христос Клонарис (1835–1847)
- Яннис Сомакис (1847–1848)
- Христос Клонарис (1848–1849)
- Георгиос Раллис (1849–1861)
- Арис Мораитнис (1861–1872)
- Димитриос Валвис (1872–1885)
- Николас Делияннис (1885–1891)
- Константинос Симантирас (1891–1911)
- Христос Капсалис (1911–1921)
- Спиридон Цагрис (1921–1922)
- Георгиос Панапулос (1933–1941)
- Константинос Кириллопулос (1941–1945)
- Яннис Саккетас (1945–1948)
- Илиас Папаилу (1948–1953)
- Христос Ставропулос (1953)
- Яннис Апостолопулос (1953–1959)
- Константинос Кафкас (1959–1963)
- Стилианос Мавромихалис (1963–1968)
- Теодорос Камперис (1968–1969)
- Атанасиос Георгиу (1969–1970)
- Василиос Пацуракос (1970–1973)
- Лисандрос Канеллакос (1973–1974)
- Димитрис Маргеллос (1974–1975)
- Константинос Захарис (1975–1976)
- Спиридон Гаггас 1976–1977)
- Георгиос Караманос (1977–1978)
- Спиридон Коллас (1978–1979)
- Димитриос Скумпис (1979–1982)
- Георгиос Констас (1982–1985)
- Антониос Стасинос (1985–1989)
- Иоаннис Гривас (1989–1990)
- Василиос Коккинос (1990–1996)
- Стефанос Маттиас (1996–2002)
- Георгиос Каппас (2002–2005)
- Ромилос Кедикоглу (2005–2007)
- Василейос Никопулос (2007–2009)
- Георгиос Каламидас (2009–2011)
- Рена Асимакопулу (2011–2013)
- Михаил Теохаридис (2013–2014)
- Атанасиос Кутроманос (2014–2015)
- Василики Тану-Христофилу (2015–2017)
- Иоаннис Яннакопулос (2017)
- Вассилиос Пеппас (с 2017)